# Дюковська (Архангельська область)
Дюковська (рос. Дюковская) — присілок в Вельському районі Архангельської області Російської Федерації.
Населення становить 198 осіб. Входить до складу муніципального утворення Вельське муніципальне утворення.

## Історія
Від 1937 року належить до Архангельської області.
Від 2004 року належить до муніципального утворення Вельське муніципальне утворення.

## Населення
| 2002 | 2010 |
| ---- | ---- |
| 224  | ↘198 |